# Витковичи из Градца
Витковичи из Градца или Паны из Градца (чеш. Páni z Hradce, нем. Herren von Neuhaus) — ветвь феодального чешского рода Витковичей, основанная Йиндржихом I (ок. 1160 — 1237). Род Витковичей из Градца принадлежал к влиятельнейшим и богатейшим семействам Чешского королевства и был тесно связан с родственным ему родом панов из Рожмберка. Большую часть своего состояния Витковичи из Градца потратили на строительство.

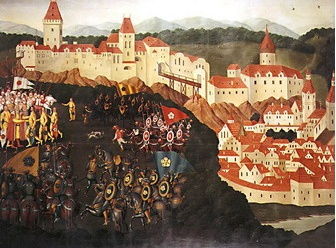
На картине внизу флаг Витковичей из Градца

## История рода
Йиндржихом I (ок. 1160—1237) при разделе владений своего отца Витека I из Прчице получил крепость (градец), ставшую основой города, названного в его честь Йиндржихувым-Градцем. Выстроенный здесь замок Йиндржихув Градец стал главной резиденцией потомков Йиндржиха I. В 1339 году к владениям рода присоединились замок и город Тельч, а также замок Роштейн, выменянные Ольдржихом III из Градца у короля Яна Люксембурга. Во владении Витковичи из Градца находились также леса на границе Моравии и Австрии.
Большинство представителей семейства занимали важные посты при королевском дворе и играли заметную роль в политической жизни королевства. В 1310 году Ольдржих II из Градца в борьбе за чешский трон между Яном Люксембургским и Генрихом Хорутанским выступил на стороне последнего, однако после победы Яна Люксембурга признал его власть. Позднее Ольдржих III из Градца принимал участие в коронации Карела Люксембургского королём Чехии, а Йиндржих II из Градца (зачинщик чешской «войны роз») сопровождал его по пути в Рим для коронации императором Священной Римской империи и участвовал в подавлении восстания пизанцев в 1355 году. Менгарт III из Градца (1398—1449), занимавший должность высочайшего пражского бургграфа (1436—1448), принимал участие в гуситских войнах, в частности, участвовал в битве у Тахова и в битве у Липан. Он был одним из лидеров феодальной партии, и в борьбе группировок поддержал Ольдржиха II из Рожмберка против Йиржи из Подебрад, за что был заключен в тюрьму. Вскоре по причине болезни Менгарт был освобождён и через короткое время умер.
В дальнейшем господа из Градца поддержали приход к власти в 1419 году короля Сигизмунда Люксембурга, а также решения Констанцского собора. За это Ян III Младший из Градца (ум. 3.11.1420) был объявлен «наихристианнейшим паном» в Чехии. Адам I из Градца занимал должность высочайшего канцлера Чешского королевства при короле Людвике II Ягеллоне, ассистировал при коронации Фердинанда I Габсбурга чешским королём (вручал ему державу), а впоследствии стал одним из крёстных отцов при крещении будущего короля Максимилиана II Габсбурга. Его сын Яхим из Градца с 1554 года также занимал должность высочайшего канцлера Чешского королевства. Яхим присоединил к своим владениям замок Вимперк и замок Глубока. Сын Яхима Адам II из Градца (ум. 1596) занимал должности высочайшего канцлера Чешского королевства и верховного пражского бургграфа при короле Рудольфе II (1575—1611). После смерти его сына Яхима Ольдржиха в 1604 году род Витковичей из Градца пресёкся. Благодаря браку его сестры Луции Отилии (1582—1633) с Вилемом Славатой их Хлума владения рода перешли к Славатам из Хлума и Кошумберка.

### Генеалогия

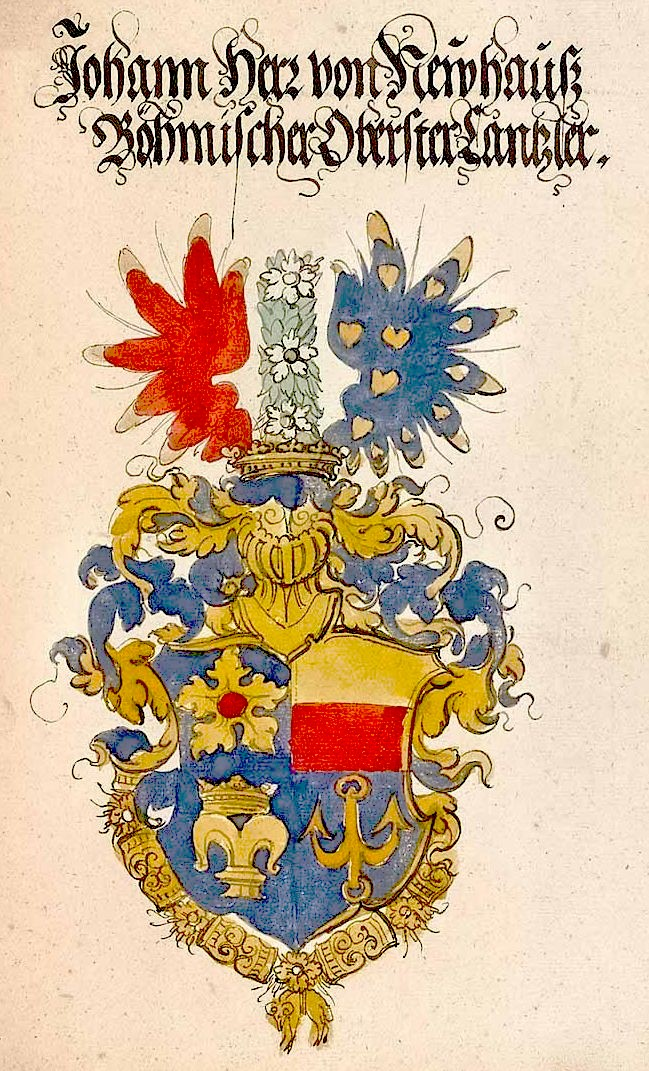
Одна из поздних вариаций полного герба Господ из Градца

```
Йиндржих I из Градца
 (ок. 1160 — 1237)
├─
Витек из Градца
 (1218—1259)
│  ├─
Ольдржих I из Градца
 (ум. 1282/1312) + Мария Магдалена фон Гардегг (ум. после 1299)
│  │  ├─
Витек
 (ум. ок. 1291)
│  │  ├─
Отто
 (ум. ок. 1300)
│  │  │  └─
Ян
 (ум. ок. 1327)
│  │  └─
Ольдржих II из Градца
 (ум. ок. 1312) + Мехтильда фон Шаумбург 
│  │     └─
Ольдржих III из Градца
 (1298/9—1348/9) + 1.Маргарета фон Картнет; 2.Клара из Билкова (ум. 03.10.1380)
│  │        ├─
Йиндржих II из Градца
 (ум. 04.07.1363) +(1349) Маркета фон Гардегг (ум. 08.06.1369)
│  │        │  ├─
Йиндржих III Старший
 (ум. 1398) +(1370) Альжбета фон Гардегг 
│  │        │  │  ├─
Ян III из Градца
 (ум. 3.11.1420) +1.(1391)Анна ди Капелла (ум. до 1409), 2. Элишка 
из Вартенберка
 (ум. 8.12.1422)
│  │        │  │  │  └─
Ян IV Телецкий
 (1419—1452) + Катержина 
из Штернберка
 (ум. после 1464)
│  │        │  │  │     └─
Йиндржих IV из Градца
 (13.4.1442—17.1.1507), 
высочайший бургграф Чешского королевства
 + Анна Катарина фон Мюнстерберг (1471—после 13.4.1517)
│  │        │  │  │        └─
Адам I из Градца
 (14.5.1494—15.6.1531), 
высочайший канцлер Чешского королевства
 +(1515) Анна из Рожмиталя (ум. 12.12.1563)
│  │        │  │  │           ├─
Яхим из Градца
 (14.7.1526—12.12.1565), 
высочайший канцлер Чешского королевства
 +(2.3.1546)Анна 
из Рожмберка
 (26.1.1530—16.12.1580)
│  │        │  │  │           │  └─
Адам II из Градца
 (1549—24.11.1596), 
высочайший канцлер Чешского королевства
, 
высочайший бургграф Чешского королевства
 +Катерина фон Монтфорт-Пфаннберг
│  │        │  │  │           │     ├─
Яхим Ольдржих из Градца
 (24.1.1579—23.1.1604), бургграф 
Карлштейна
 + Мария Максимилиана фон 
Гогенцоллерн-Зигмаринген

│  │        │  │  │           │     └─
Луция Отилия
 (1582—1633) +(1602)
Вилем Славата из Хлума
 (1572—1652)
│  │        │  │  │           └─
Захариаш из Градца
 (1527—6.2.1589) +1.(15.1.1553)Катержина 
из Вальдштейна
 (ум. 23.9.1571), +2(1576)Анна из Шлейниц
│  │        │  │  │              └─
Менгарт Лев
 (1555—19.1.1579)
│  │        │  │  └─
Ольдржих IV Вавак
 (ум. 22.9.1421) + Маркета из Краварж
│  │        │  └─
Йиндржих Младший
 (ум. 1392)
│  │        ├─
Ольдржих IV из Градца
 (ум. до 1383) + Анна 
из Рожмберка
 (ум. 22.12.1388)
│  │        │  ├─
Ольдржих Вавак
 (ум. 1412) + Маркета 
из Штернберка
 (ум. после 1447)
│  │        │  ├─
Ян Старший из Градца
 (ум. 1417) +(1391) Катержина из Велгартиц (ум. 1417)
│  │        │  │  └─
Менгарт III из Градца
 (1398—3.2.1449), 
высочайший бургграф Чешского королевства
 + Маркета фон Валлсее (ум. 3.2.1449)
│  │        │  └─
Йиндржих
 (ум. после 1420), генеральный приор Чешской провинции ордена иоаннитов с 1401
│  │        ├─
Менгарт I из Градца
 (ум. после 1377), 
князь-епископ Тренто
 в 1349—1360 
│  │        └─
Гержман из Градца
 (ок. 1338 — до 1404)
│  │           └─
Менгарт из Градца
 (ум. ок. 1393) + Анна из Вельгартиц (ум. ок. 1392)
│  ├─
Йиндржих из Стража
 (ум. ок. 1254)
│  └─
Теодорих (Детрих) из Градца
 (ум. 10.10.1302), 
епископ Оломоуцкий
 в 1281—1302
└─
Сезема с Косовой Горы
 (после 1218 — ок. 1259)
   └─
Витковичи из Стража
```

## Герб
Витковичи из Градца имели герб в виде пятилепестковой золотой розы. Первоначально золотая роза помещалась на голубом поле. Позднее золотая роза была помещена в центр поделённого на четыре части синего щита. В верхней левой части щита был помещён зелёный лавровый венок, в нижней левой части — золотая буква «М», в нижней правой части — золотой якорь, верхняя правая часть поделена на две горизонтальные полосы, золотую и красную.

### Золотая роза Господ из Градца в современной геральдике
В настоящее время золотая роза присутствует в гербах и на флагах многих населённых пунктов на территориях Южночешского края, ранее принадлежавших Витковичам из Градца. Золотая роза Господ из Градца присутствует и в геральдике самого Южночешского края, а также на гербе Деканата Острава — части Остравско-Опавского диоцеза.

Герб города Йиндржихув-Градец
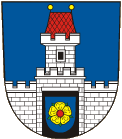
Бывший герб города Тргове-Свини
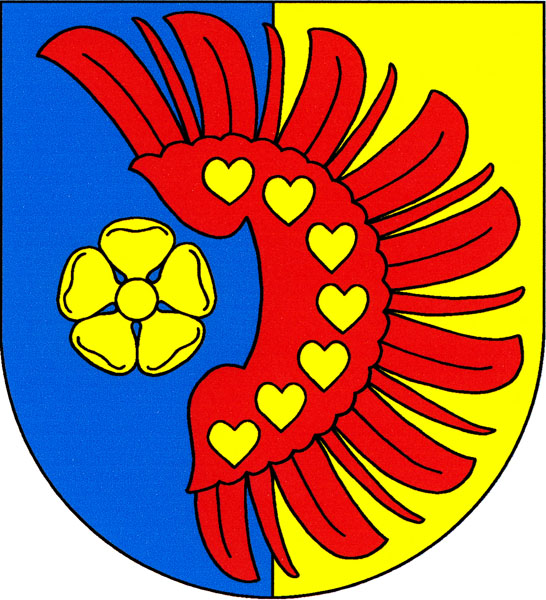
Герб поселения Ратиборш в округе Йиндржихув-Градец
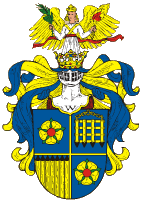
Герб города Славонице
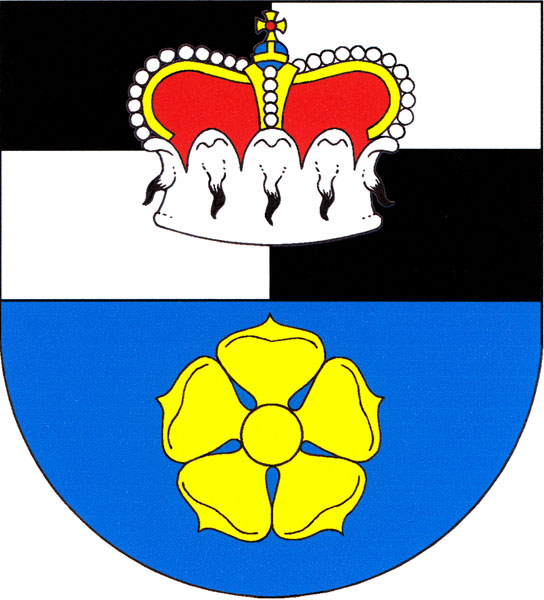
Герб поселения Писечне в округе Йиндржихув-Градец